# Uwe Montelett
Uwe Montelett (* 24. Juli 1956) ist ein ehemaliger deutscher Fußballspieler.

## Karriere
Montelett gehörte als Jugendspieler zum Kader des Bundesligisten MSV Duisburg, für den er in der Saison 1974/75 ein Bundesligaspiel bestritt. 1976 wechselte der schussstarke Mittelfeldspieler zum amtierenden Niederrheinmeister 1. FC Bocholt, mit dem er 1977 und 1980 zweimal in die 2. Fußball-Bundesliga aufstieg. Da nach der Saison 1980/81 jedoch die eingleisige zweite Liga eingeführt wurde, waren die Chancen auf den Klassenerhalt gering und der Verein stieg trotz Platz 12 sofort wieder ab. In der Oberliga Nordrhein wurde er im Bocholter Trikot 1979 Torschützenkönig. Mit dem Verein erreichte er sowohl 1980 als auch 1983 das Halbfinale der deutschen Amateurmeisterschaft. 1983 folgte Montelett seinem früheren Trainer Friedel Elting zum Zweitliga-Aufsteiger Rot-Weiß Oberhausen. Ab 1985 spielte er wieder in der Oberliga Nordrhein für den VfL Rhede und Olympia Bocholt.
Uwe Montelett brachte es auf insgesamt 108 Einsätze in der 2. Fußball-Bundesliga und erzielte dabei 14 Tore.

## Stationen
- 1973–1976 MSV Duisburg
- 1976–1983 1. FC Bocholt
- 1983–1985 Rot-Weiß Oberhausen
- 1985–1987 VfL Rhede
- 1987–1988 Olympia Bocholt